# Anseios
Anseios é o segundo álbum de estúdio do grupo brasileiro Altos Louvores, lançado pela gravadora Desperta Brasil em 1986.
O disco incluiu a participação de vários músicos convidados, incluindo o tecladista Pedro Braconnot, vocalista e integrante da banda Rebanhão.
Em 2015, foi considerado, por vários historiadores, músicos e jornalistas, como o 16º maior álbum da música cristã brasileira, em uma publicação dirigida pelo Super Gospel. Em 2019, foi eleito o 15º melhor álbum da década de 1980 em lista publicada pelo mesmo veículo.

## Faixas
1. Anseios
2. Galileu
3. Seu Amor É por Nós
4. Contemplação
5. Alfa e Ômega
6. O Mesmo Deus
7. Caminhada
8. Paracleto
9. Agora Posso Crer
10. Sem Palavras

## Ficha Técnica
- Coordenador artístico e musical: Edvaldo Novais
- Stúdio: Havay - RJ (16 canais)
- Mixagem: Peninha e Edvaldo Novais, Rio de Janeiro em Julho de 1986
- Fotografia: Luiz Carlos (Lula)
- Capa: Sérgio Lopes (lay-out) / Alcy Tostes (arte final/fotolito)
- Piano acústico: Pedro Braconnot
- Baixo: Sérgio Lopes / Eli Miranda
- Ovation : Edvaldo Novais / Eli Miranda
- Sintetizador Korgy Polly 800: Edvaldo Novais / Pedro Braconnot
- Guitarra Solo: Eli Miranda
- Bateria: Fernando Henrique
- Saxofone: Samuel S. Lima
- Percussão: Jorge Vicente
- Produção: Anesio Sarmento
- Vocal: Léa Correia Mendonça, Márcia Cristina Reino, Vânia Rosa Lemos, Miriam Fernandes Matias, Roberto N. Lousie, Diógenes Marques, Elias Félix Alves, Ubiraci Braga
- Participações especiais neste LP: Iraquitan B. Marinho, Adriana Arreguy Sala, Martha A. Veiga, Lorena Veiga, Valdir Galluzzi